# 요시노가리정
요시노가리정(일본어: 吉野ヶ里町)은 일본 사가현 동부에 있는 간자키군의 정이다.
2006년 3월 1일에 간자키군 미타가와정·히가시세후리촌이 신설 합병해 성립하였다.

## 지리
사가현 동부에 위치하며 사가시에서 동쪽으로 약 10km, 후쿠오카시에서 남쪽으로 약 30km 떨어진 곳에 위치하고 있다. 나가사키 본선, 국도 34호선, 나가사키 자동차도가 정을 동서로 가로지르고 있다. 정역은 남북으로 길고 중앙부에서 남쪽은 사가평야의 북단부에 포함되는 평지이지만 나가사키 자동차도보다 북쪽에 있는 지역은 세후리 산지의 남단부에 해당하여 산이 많은 지형이다.

### 인접한 자치체
- 사가현
  - 간자키시
  - 미야키군 가미미네정, 미야키정

- 후쿠오카현
  - 후쿠오카시(사와라구)
  - 지쿠시군 나카가와정

## 역사

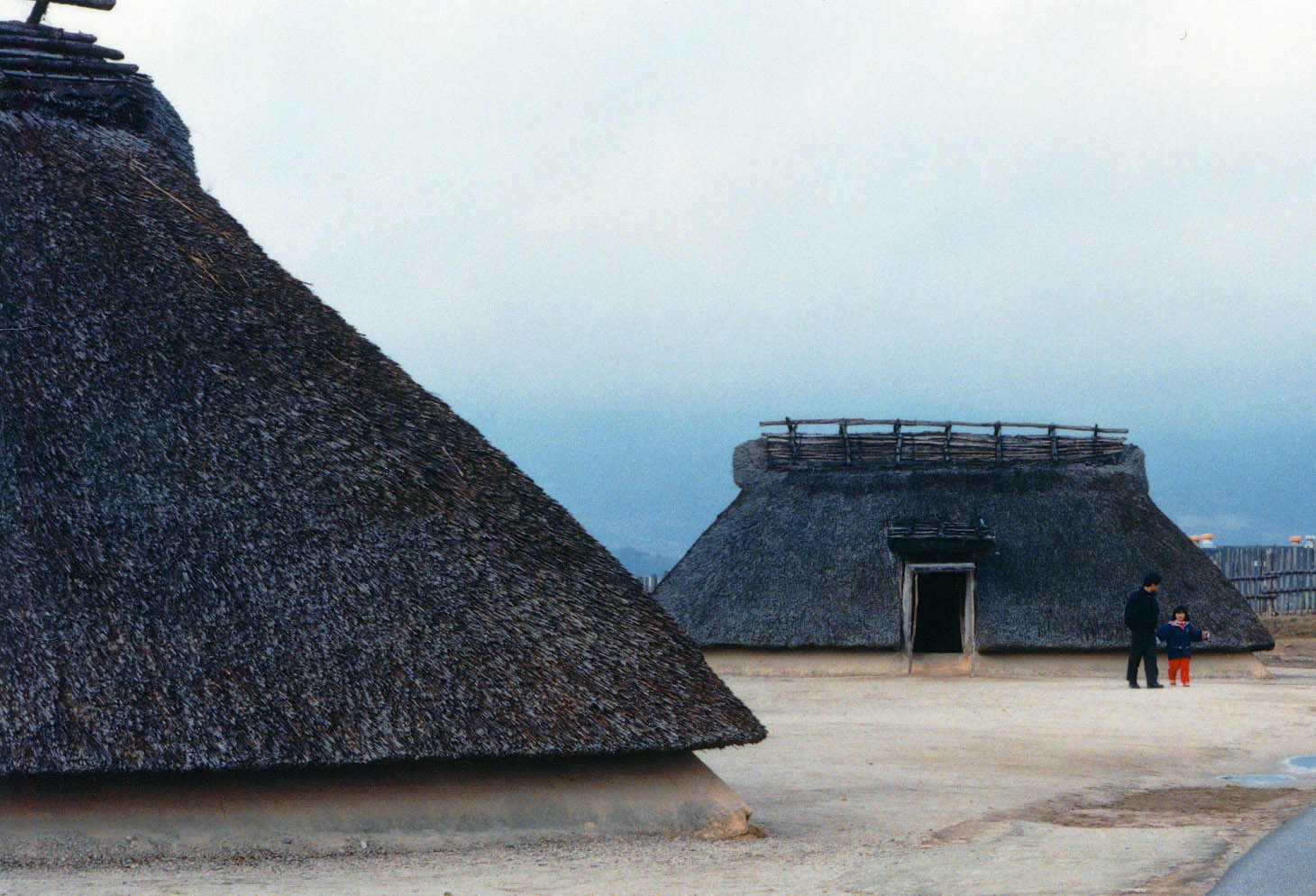
요시노가리 유적의 복원된 주거지

1986년에 현재의 정역 서부의 요시노가리 구릉에 있는 공장 단지 예정지에서 야요이 시대의 환호 집락 유적이 발견되어 요시노가리 유적으로 이름 지어졌다. 정명은 이 요시노가리 유적에서 유래한다.
- 1889년 4월 1일 - 정촌제 시행으로 현재의 정역에 미타가와촌·히가시세후리촌이 성립하였다.
- 1965년 4월 1일 - 미타가와촌이 정으로 승격해 미타가와정이 되었다.
- 2006년 3월 1일 - 미타가와정·히가시세후리촌이 대등 합병해 요시노가리정이 성립하였다.

## 교통

### 철도
- 규슈 여객철도 나가사키 본선

### 도로
- 나가사키 자동차도
- 국도 34호선
- 국도 385호선